# Palpimanoidea
Palpimanoidea è una  superfamiglia di aracnidi araneomorfi che comprende tre famiglie:
- Huttoniidae SIMON, 1893
- Palpimanidae THORELL, 1870
- Stenochilidae THORELL, 1873